# Crosslake
Crosslake é uma cidade localizada no estado americano de Minnesota, no Condado de Crow Wing.

## Demografia
Segundo o censo americano de 2000, a sua população era de 1893 habitantes.
Em 2006, foi estimada uma população de 2065, um aumento de 172 (9.1%).

## Geografia
De acordo com o United States Census Bureau tem uma área de
95,6 km², dos quais 66,4 km² cobertos por terra e 29,2 km² cobertos por água.

## Localidades na vizinhança
O diagrama seguinte representa as localidades num raio de 20 km ao redor de Crosslake.